# Enchophyllum ensatum
Enchophyllum ensatum är en insektsart. Enchophyllum ensatum ingår i släktet Enchophyllum och familjen hornstritar. Utöver nominatformen finns också underarten E. e. intermedia.